# 게르만 티토프 (아이스하키 선수)
게르만 미하일로비치 티토프(러시아어: Ге́рман Миха́йлович Тито́в, 1965년 10월 16일~)는 러시아의 아이스하키 선수, 지도자이다. 내셔널 하키 리그(NHL)의 캘거리 플레임스, 피츠버그 펭귄스, 에드먼턴 오일러스, 마이티 덕스 오브 애너하임에서 활약했다.
러시아 국가대표팀의 일원으로 활약하여 1993년 세계 선수권 대회에서 우승했고 1998년 동계 올림픽에서 은메달을 획득했다.